# Río Chacabuco
El río Chacabuco es un curso natural de agua que nace cerca de la frontera internacional de la Región de Aysén y fluye con dirección general oeste hasta desembocar en el río Baker. 

## Trayecto
El río Chacabuco nace en una abra entre los cerros Lucas Briget (2500 m) y Baker (2230 m), que forman parte de la divisoria de aguas con la cuenca cerrada del lago Ghio ubicada al otro lado de la frontera. Fluye entonces paralelo a la ribera norte del lago Cochrane hasta entregar sus aguas al río Baker tras haber recorrido unos 76 km.: 564 

## Historia
Luis Risopatrón lo describió en 1924 en Diccionario Jeográfico de Chile:: 173 
Chacabuco (Río): Baña cortas estenciones de terrenos pastos, despejados de bosques, en sus orígenes i en su curso inferior, sumando unos 500 km² de suelos aprovechables para el cultivo i la ganadería, corre hacia el W i se vacía en la margen W del curso superior del río Baker.